# Eupithecia sexpunctata
Eupithecia sexpunctata är en fjärilsart som beskrevs av Paul Dognin 1902. Eupithecia sexpunctata ingår i släktet Eupithecia och familjen mätare. Inga underarter finns listade i Catalogue of Life.